# 馬斯垂克圍城戰 (1673年)
馬斯垂克圍城戰發生於1673年6月13日至30日，是法荷戰爭的一場決定性的圍城戰，法軍在沃邦的指揮下僅用了兩個多星期就攻下這座當時數一數二的要塞，以當時經常長達數月甚至數年的圍城時間，這個速度是驚人的。
圍攻是由法國軍事工程師沃邦領導，這是他第一次指揮戰鬥。